# Багамская американская ласточка
Багамская американская ласточка (лат. Tachycineta cyaneoviridis) — вид воробьиных птиц из семейства ласточковых (Hirundinidae). Эндемик Багамских островов.

## Описание
У этой ласточки блестящие зелёные голова и спина, верх крыльев синий, черный хвост и кончики крыльев, а также белые живот и подбородок.

## Распространение и среда обитания
Эта ласточка гнездится только в сосновых садах на четырех островах на севере Багамских островов: Андрос, Большой Багама, Абако и Нью-Провиденс. Гнездящаяся популяция на Нью-Провиденсе, по крайней мере, значительно сократилась по сравнению с историческим уровнем и может быть истреблена как размножающийся вид.
Багамская американская ласточка зимует на восточных Багамских островах, а также на островах Теркс и Кайкос. Это редкий залётный вид в других местах во время миграции, включая южную Флориду, Флорида-Кис и Кубу. Это также случайный залётный вид в Южной Америке.
Является эндемиком багамских сосновых лесов, хотя они в некоторой степени способны адаптироваться к городской среде обитания. Хотя они не размножаются на болотах и полях, такая среда обитания им нужна для добывания пищи; как и все ласточки, питаются летающими насекомыми.

## Размножение
Гнездятся в заброшенных дуплах дятла Melanerpes superciliaris выдолбленных в стволах карибской сосны (Pinus caribaea var. bahamensis), используя для строительства гнезда сосновые иголки, веточки деревьев из рода Casuarina (виды, интродуцированные на Багамах) и траву, выстилая его перьями других воробьиных. Обычно они откладывают три яйца. Инкубационный период составляет 15 дней, а период оперения — примерно 22 дня.